# Hymenaster agassizi
Hymenaster agassizi är en sjöstjärneart som beskrevs av Verril 1899. Hymenaster agassizi ingår i släktet Hymenaster och familjen knubbsjöstjärnor. Inga underarter finns listade i Catalogue of Life.